# ایستگاه پمپاژ بخار وودا
ایستگاه پمپاژ بخار آی.آر.دی.اف. وودا (ir. D.F. Woudagemaal) یک ایستگاه پمپاژ در هلند و بزرگترین ایستگاه پمپاژ بخار در جهان است. در ۷ اکتبر ۱۹۲۰ ملکه ویلهلمینا ایستگاه پمپاژ را افتتاح کرد. این بنا برای پمپاژ آب اضافی از فریسلند، استانی در شمال هلند، ساخته شده‌است. در سال ۱۹۶۷ کوره‌های زغال سنگ ۴۷ ساله، برای کار با نفت کوره سنگین تغییر داده شدند. ظرفیت پمپاژ این نیروگاه ۴٬۰۰۰ متر مکعب بر دقیقه (۱٬۱۰۰٬۰۰۰ گالون آمریکایی بر دقیقه) است. ایستگاه پمپاژ در حال حاضر به صورت یک نیروگاه جایگزین و اضطراری کار می‌کند و به ندرت استفاده می‌شود.

## نگارخانه

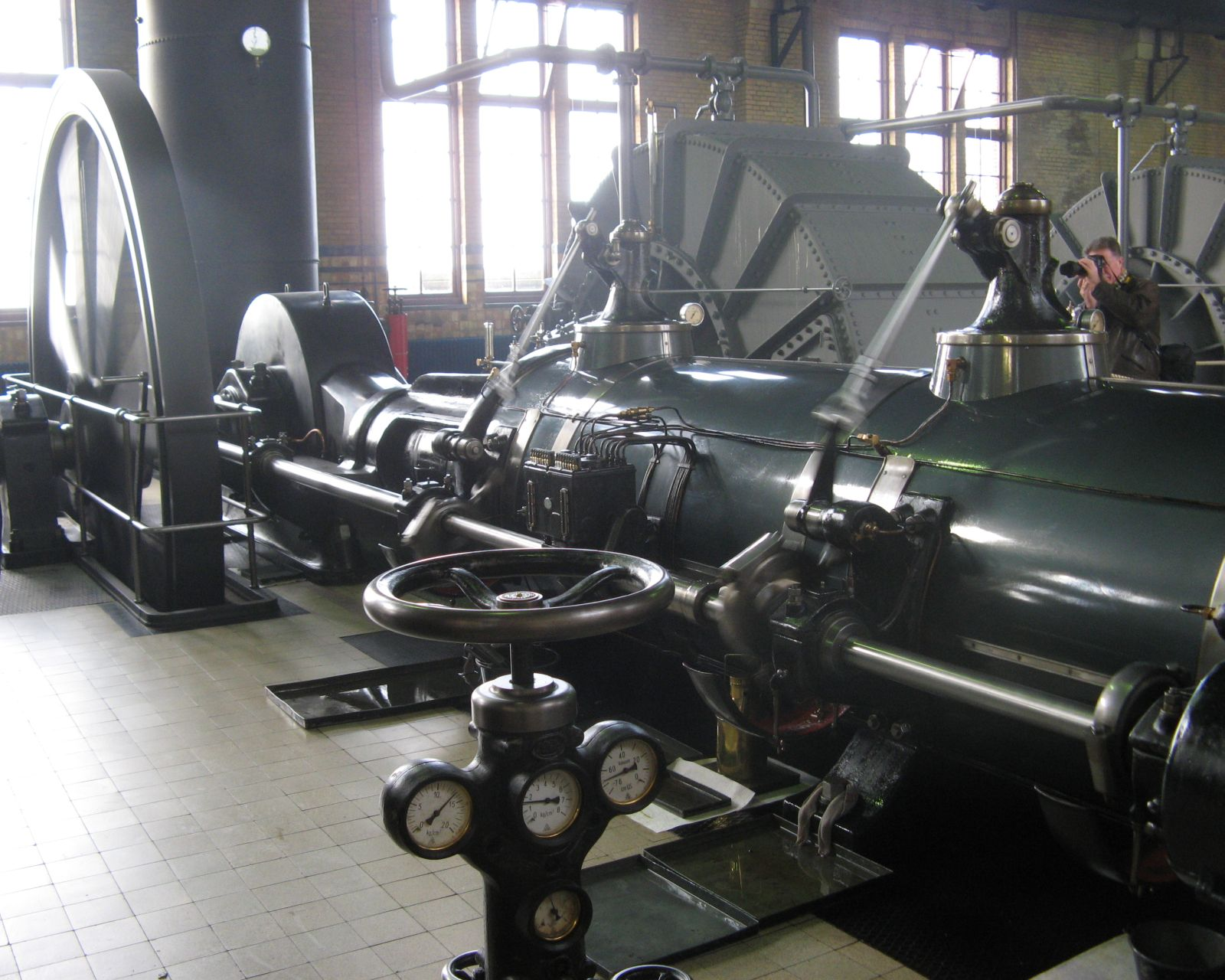
One of the steam engines running
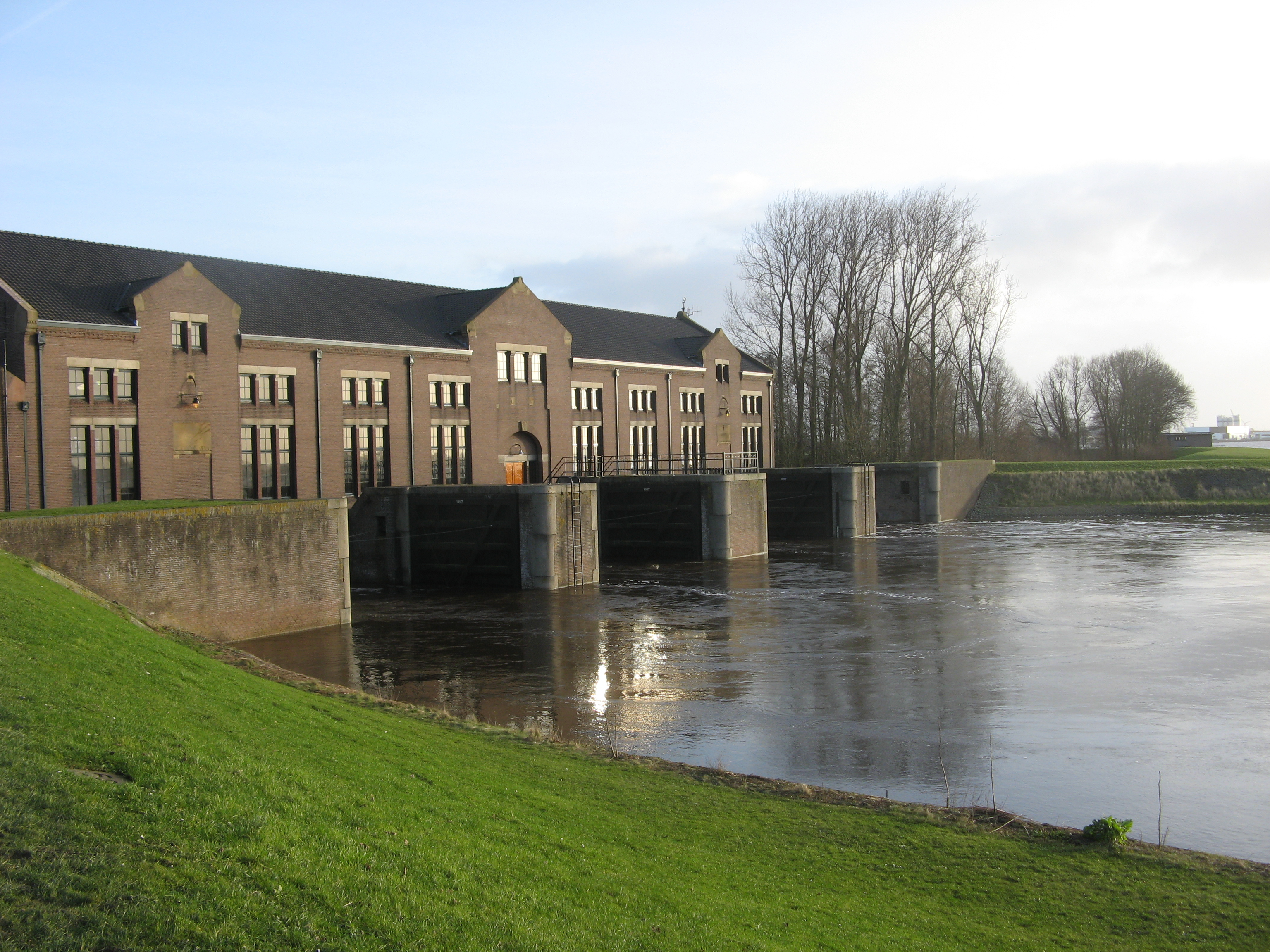
Seaside face of the building
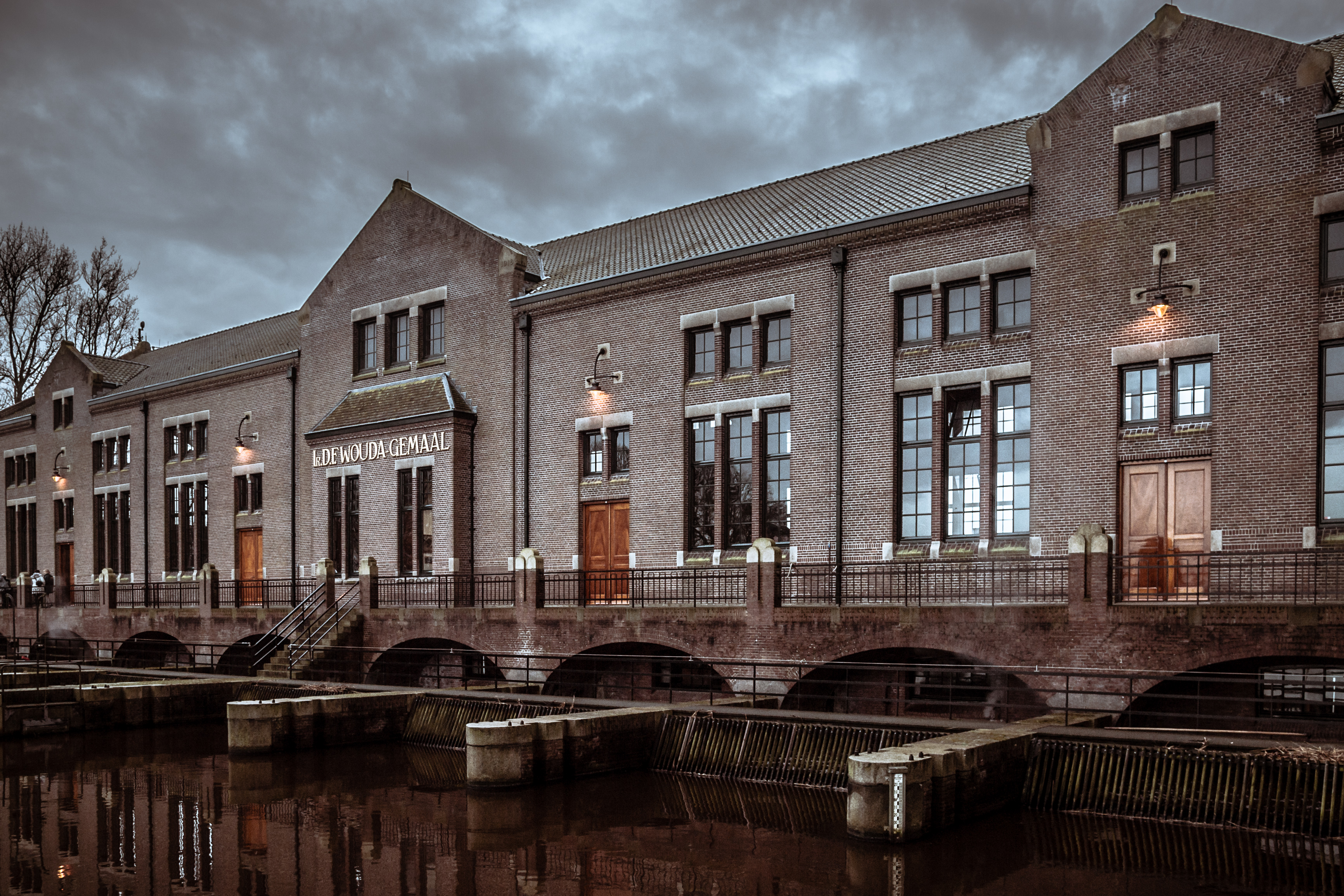
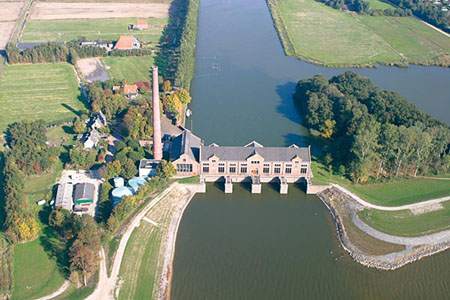
Aerial view